# Onitis aeneus
Onitis aeneus är en skalbaggsart som beskrevs av Lansberge 1875. Onitis aeneus ingår i släktet Onitis och familjen bladhorningar. Inga underarter finns listade i Catalogue of Life.